# Primeiro Gabinete Adenauer

## Gabinete
| Cargo                                                                                                   | Imagem                  | Incumbente                                        | Partido | Partido   |
| --- | ----------------------- | ------------------------------------------------- | ------- | --------- |
| Chanceler                                                                                               | Konrad Adenauer (1952)  | Konrad Adenauer (1876–1967)                       |         | CDU       |
| Vice-Chanceler                                                                                          | Franz Blücher (1950)    | Franz Blücher (1896–1959)                         |         | FDP       |
| Ministro das Relações Exteriores ab 15. März 1951                                                       | Konrad Adenauer (1952)  | Konrad Adenauer                                   |         | CDU       |
| Ministro do Interior                                                                                    | Gustav Heinemann (1969) | Gustav Heinemann (1899–1976) bis 11. Oktober 1950 |         | CDU       |
| Ministro do Interior                                                                                    | Robert Lehr (1950)      | Robert Lehr (1883–1956) ab 11. Oktober 1950       |         | CDU       |
| Ministro da Justiça                                                                                     |                         | Thomas Dehler (1897–1967)                         |         | FDP       |
| Ministro das Finanças                                                                                   |                         | Fritz Schäffer (1888–1967)                        |         | CSU       |
| Ministro da Economia e Tecnologia                                                                       | Ludwig Erhard (1966)    | Ludwig Erhard (1897–1977)                         |         | parteilos |
| Ministro da Nutrição, Agricultura e Defesa do Consumidor                                                |                         | Wilhelm Niklas (1887–1957)                        |         | CSU       |
| Ministro do Trabalho e Relações Sociais                                                                 | Anton Storch (1952)     | Anton Storch (1892–1975)                          |         | CDU       |
| Ministro dos Transportes, Construção e Desenvolvimento das Cidades                                      |                         | Hans-Christoph Seebohm (1903–1967)                |         | DP        |
| Ministro Postal e de Telecomunicações ab 1. April 1950: Bundesminister für das Post- und Fernmeldewesen |                         | Hans Schuberth (1897–1976)                        |         | CSU       |
| Ministro dos Transportes, Construção e Desenvolvimento das Cidades                                      |                         | Eberhard Wildermuth (1890–1952) bis 9. März 1952  |         | FDP       |
| Ministro dos Transportes, Construção e Desenvolvimento das Cidades                                      |                         | Fritz Neumayer (1884–1973) ab 15. Juli 1952       |         | FDP       |
| Ministro dos Desgregados, Fugitivos e Flagelados da Guerra                                              | Hans Lukascheck (1949)  | Hans Lukaschek (1885–1960)                        |         | CDU       |
| Ministro das Relações Internas                                                                          | Jakob Kaiser (1950)     | Jakob Kaiser (1888–1961)                          |         | CDU       |
| Ministro de Causas do Bundesrat                                                                         |                         | Heinrich Hellwege (1908–1991)                     |         | DP        |
| Ministro de Assuntos do Plano Marshall                                                                  | Franz Blücher (1950)    | Franz Blücher (1896–1959)                         |         | FDP       |